# Leonid Ilichov
Leonid Ilyichov (Norilsk, Unión Soviética, 30 de enero de 1948) es un nadador soviético retirado especializado en pruebas de estilo libre, donde consiguió ser subcampeón olímpico en 1968 en los 4 x 100 metros estilo libre.

## Carrera deportiva
En los Juegos Olímpicos de México 1968 ganó la medalla de bronce en los relevos de 4x200 metros estilo libre, con un tiempo 4:00.7 segundos, tras Estados Unidos y Alemania Oriental (plata); sus compañeros de equipo fueron los nadadores: Yuri Gromak, Vladimir Nemshilov y Vladimir Kosinsky. También ganó la medalla de bronce en los relevos de 4x200 metros libre, tras Estados Unidos y Australia; y la medalla de plata en los 4 x 100 metros libre, de nuevo tras Estados Unidos.